# Alessandro Botturi
Alessandro Botturi (Lumezzane, 12 luglio 1975) è un pilota motociclistico italiano.
Specializzato nelle competizioni relative all'enduro, ha ottenuto la vittoria del Sardegna Rally Race oltre ad aver partecipato a diverse edizioni del campionato mondiale di enduro e del Rally Dakar. Ha ottenuto inoltre la vittoria con la squadra italiana alle Sei Giorni Internazionale di Enduro del 2005 e del 2007.